# Habenaria lucaecapensis
Habenaria lucaecapensis är en orkidéart som beskrevs av Merritt Lyndon Fernald. Habenaria lucaecapensis ingår i släktet Habenaria och familjen orkidéer. Inga underarter finns listade i Catalogue of Life.